# Níjar
Níjar község Spanyolországban, Almería tartományban. Lakosainak száma 33 076 fő (2024).

## Földrajza
Níjar Almería, Turrillas, Lucainena de las Torres és Carboneras községekkel határos.

## Népesség
A település lakosságának változását az alábbi diagram mutatja:
| Lakosok száma | 18 371 | 21 306 | 26 070 | 26 516 | 29 284 | 28 627 | 28 579 | 30 663 | 31 458 | 33 076 |
|               | 2001   | 2004   | 2006   | 2009   | 2011   | 2014   | 2016   | 2019   | 2021   | 2024   |